# Taba Padang Kol
Taba Padang Kol is een bestuurslaag in het regentschap Bengkulu Utara van de provincie Bengkulu, Indonesië. Taba Padang Kol telt 281 inwoners (volkstelling 2010).